# Цегшору
Цегшору (рум. Țăgșoru) — село у повіті Бистриця-Несеуд в Румунії. Входить до складу комуни Будешть.
Село розташоване на відстані 299 км на північний захід від Бухареста, 42 км на південний захід від Бистриці, 48 км на схід від Клуж-Напоки.

## Населення
За даними перепису населення 2002 року у селі проживали 344 особи. Усі жителі села рідною мовою назвали румунську.
Національний склад населення села:
| Національність | Кількість осіб | Відсоток |
| -------------- | -------------- | -------- |
| румуни         | 336            | 97,7%    |
| цигани         | 8              | 2,3%     |